# نظام متعدد الأحزاب
النظام متعدد الأحزاب هو نظام يضم عدة أحزاب سياسية لديها القدرة على السيطرة على الحكومة على حدة أو ضمن تحالف. عدد الأحزاب الفعالة في النظام متعدد الأحزاب عادة أكبر من 2.5.
خلافاً لنظام الحزب الواحد (أو الديمقراطية غير الحزبية)، تشجع الدائرة العامة تشكيل كيانات متميزة، وهي مجموعات معترف بها رسمياً تدعى بالأحزاب السياسية. تتنافس الأطراف للحصول على أصوات الناخبين (الذين يحق لهم الاقتراع). يمنع وجود نظام متعدد الأحزاب حزباً وحيداً من السيطرة على البرلمان دون تحد.
يتطلب نظام الفوز للأكثر أصواتًا مجالات دعم كثيفة للتمثيل الكبير في الهيئة التشريعية في حين أن التمثيل النسبي يعكس على نحو أفضل نطاق آراء السكان. قد يكون للأنظمة النسبية دوائر متعددة الأعضاء، إذ يُنتخَب أكثر من ممثل واحد من دائرة معينة إلى نفس الهيئة التشريعية، وبالتالي عدد أكبر من الأحزاب القابلة للاستمرار. ينص قانون دوفرجر على أن عدد الأحزاب السياسية القابلة للاستمرار هو واحد، بالإضافة إلى عدد المقاعد في أي دائرة.
الأرجنتين، أرمينيا، النمسا، أستراليا، بلجيكا، البرازيل، كندا، كرواتيا، الدنمارك، فنلندا، فرنسا، ألمانيا، أيسلندا، الهند، إندونيسيا، أيرلندا، إسرائيل، إيطاليا، كوسوفو، لبنان، ملديف، المكسيك، مولدوفا، نيبال، هولندا، نيوزيلندا، النرويج، باكستان، الفلبين، بولندا، البرتغال، رومانيا، روسيا، صربيا، إسبانيا، سري لانكا، السويد، سويسرا، تايوان، تونس، أوكرانيا، والمملكة المتحدة أمثلة على الدول التي استخدمت النظام متعدد الأحزاب بفعالية في ديمقراطياتها. في هذه البلدان، عادةً لا يتمتع أي حزب بمفرده بأغلبية برلمانية في حدّ ذاته. بل تضطر الأحزاب السياسية المتعددة بدلاً من ذلك إلى تشكيل تحالفات معرضة للخطر بهدف تطوير حواجز القوة وتحقيق ولاية مشروعة.

## المقارنات مع أنظمة الأحزاب الأخرى
يُسمى النظام الذي لا يملك سوى حزبين لديهما احتمالية الفوز في الانتخابات نظاماً قائماً على حزبين. في بعض الأحيان يُطلق على النظام الذي لا تملك فيه سوى ثلاثة أحزاب إمكانية واقعية للفوز في الانتخابات أو تشكيل ائتلاف «نظام الحزب الثالث». ولكن في بعض الحالات يطلق على النظام اسم «نظام الحزب الثالث المعطل»، عندما يكون هناك ثلاثة أحزاب وتفوز الأحزاب الثلاثة بعدد كبير من الأصوات، ولكن اثنين فقط من هذه الأحزاب تتاح لهما فرصة الفوز في الانتخابات. وعادة ما يكون ذلك لأن النظام الانتخابي يعاقب الطرف الثالث، كما في السياسة الكندية أو البريطانية. في انتخابات 2010، حصل الديمقراطيون الليبراليون على 23% من إجمالي الأصوات، ولكنهم فازوا بأقل من 10% من المقاعد بسبب تطبيق النظام الانتخابي الفوز للأكثر أصواتًا بعد الانتخابات. وعلى الرغم من هذا، فما زال لديهم العدد الكافي من المقاعد (والدعم الشعبي الكافي) لتشكيل تحالفات مع أحد الحزبين الرئيسين، أو لعقد الصفقات من أجل كسب التأييد. ومن بين الأمثلة على ذلك التحالف الديمقراطي الليبرالي المحافظ الذي تأسس بعد الانتخابات العامة في عام 2010. مثال آخر هو ميثاق ليب-لاب الذي عُقد أثناء حكومة الأقلية العمالية في عهد رئيس الوزراء جيمس كالاهان؛ وحين خسر حزب العمال أغلبيته التي تتألف من ثلاثة مقاعد في عام 1977، لم يتوصل الاتفاق إلى ائتلاف كامل. في كندا، هناك ثلاثة أحزاب سياسية فدرالية رئيسية: حزب المحافظين في كندا، الحزب الليبرالي في كندا، والحزب الديمقراطي الجديد. ولكن في التاريخ الكندي الحديث، كان الليبراليون والمحافظون (وولاياتهم) الحزبين الوحيدين اللذين انتخبا رئيسًا للوزراء في كندا، إذ فاز الحزب الديمقراطي الجديد وحزب كتلة كيبيك والحزب الأخضر في كثير من الأحيان بمقاعد في مجلس العموم. كان الاستثناء الرئيسي الانتخابات الكندية في عام 2011 عندما كان الديمقراطيون الجدد المعارضين الرسميين وخُفِّض الحزب الليبرالي إلى وضع الحزب الثالث.
على النقيض من نظام الحزب الواحد (أو نظام الحزبين)، يشجع النظام متعدد الأحزاب الدائرة الانتخابية العامة على تشكيل مجموعات متعددة متميزة ومعترف بها رسميًا، تسمى عمومًا الأحزاب السياسية. يتنافس كل حزب على أصوات الناخبين من الناخبين المسموح لهم بالتصويت. فالنظام متعدد الأحزاب يمنع زعامة حزب واحد من السيطرة على مجلس تشريعي واحد دون أي طعن.